# Toray Arrows
Toray Arrows (japanska: 東レ・アローズ) är en volleybollklubb från Ōtsu, Japan. Klubben bildades 1947 och är ägd av Toray Industries. Klubben hade ursprungligen bara ett herrlag. Det har vunnit japanska mästerskapen tre gånger ( 2004-2005, 2008-2009 och 2016–2017). Damlaget bildades 2000, då det tog över verksamheten från Phoenix Unitika, som lades ner samtidigt. Laget har blivit japanska mästare fyra gånger (2007-2008, 2008-2009, 2009-2010 och 2011-2012)